# Sergio Montipò
Sergio Montipò (Milano, 31 agosto 1918 – ...) è stato un fumettista, disegnatore e calciatore italiano, di ruolo difensore.

## Carriera

### Giocatore
Cresciuto nell'Inter, dalle giovanili dei nerazzuri passò al Brescia nel campionato di Serie B 1937-1938, esordendo con le "rondinelle" il 26 settembre 1937 nella partita Taranto-Brescia (1-0). Nella stessa stagione giocò due incontri di Coppa Italia contro Biellese e Lazio. Poi disputò alcune stagioni in Serie C col Varese. Ritornò in Serie B a cavallo della sospensione per la guerra, prima a Novara e poi a Lecco.

### Disegnatore
Terminata la carriera da calciatore, intraprese quella di disegnatore e fumettista. Lavorò dal 1950 con Tristano Torelli; cinque anni più tardi iniziò la collaborazione con la Casa Editrice Universo, e fino alla fine del decennio disegnò storie per la Thompson e Fleetway di Londra. In seguito lavorò per la Editoriale Corno, realizzando le storie di Capitan Audax. I suoi lavori apparvero sulle riviste della editrice Edifumetto, nonché su Intrepido, Il Monello, Bliz, Lanciostory, Full, Boy Music.

## Palmarès

### Club

#### Competizioni nazionali
- Serie C: 2

Varese: 1939-1940, 1941-1942